# Jan Kiesewetter
Jan Kiesewetter (* 1984 in Augsburg) ist ein deutscher Jazzmusiker (Tenor- und Sopransaxophon, Komposition).

## Leben und Wirken
Kiesewetter lernte zunächst Blockflöte, bevor er ab dem zwölften Lebensjahr klassischen Klarinettenunterricht erhielt. Um bei den St. Anna Jazz Babies, der Bigband seiner Schule, mitspielen zu können, wechselte er mit 16 Jahren zum Saxophon. Er begann zunächst ein Studium der Politikwissenschaften, bevor er zwischen 2005 und 2013 bei Leszek Zadlo und Florian Trübsbach am Richard-Strauss-Konservatorium und der Hochschule für Musik und Theater München Saxophon studierte.
2011 gründete Kiesewetter seine eigene Band GammaRama, mit der er, nachdem er den Kunstförderpreis der Stadt Augsburg erhalten hatte, 2014 sein Debütalbum For the Cats mit eigenen Kompositionen vorlegte; 2017 folgte The Mission. Er ist zudem Mitglied der Monika Roscher Bigband (Failure in Wonderland, Of Monsters and Birds), mit der er auch überregional auftrat, und gehört zum Monaco Swing Ensemble (Solitude, 2020). Er ist weiterhin an Alben von Carpet, Fräulein Brecheisen und NAJEZE beteiligt. Gemeinsam mit Eric Zwang-Eriksson veranstaltete er seit 2016 jährlich das Festival für Improvisierte Musik Augsburg.

## Diskographische Hinweise
- GammaRama: For the Cats (Double Moon Records 2014, mit Bernd Huber, Uli Fiedler, Tilman Herpichböhm)[2]
- Zwang-Eriksson / Kiesewetter / Stadlmeier: 25_36 / 16_26 (Attenuation Effect 2017)
- GammaRama: The Mission (Unit Records 2017, mit Maxwell Flaum, Bernd Huber, Uli Fiedler, Tilman Herpichböhm)